# Алегзандрина (озеро, Австралия)
Алегзандри́на (Александрина; англ. Lake Alexandrina) — озеро в Южной Австралии, прилегающее к побережью Большого Австралийского залива, который является частью Индийского океана.

## Название
Озеро было названо в честь принцессы Александрины, племянницы Вильгельма IV. Когда принцесса взошла на престол, то появилась идея переименовать озеро Алегзандрина в озеро Виктория. Но эта идея была отвергнута из-за того, что в честь королевы Виктории было и так названо слишком много географических объектов.

## Описание

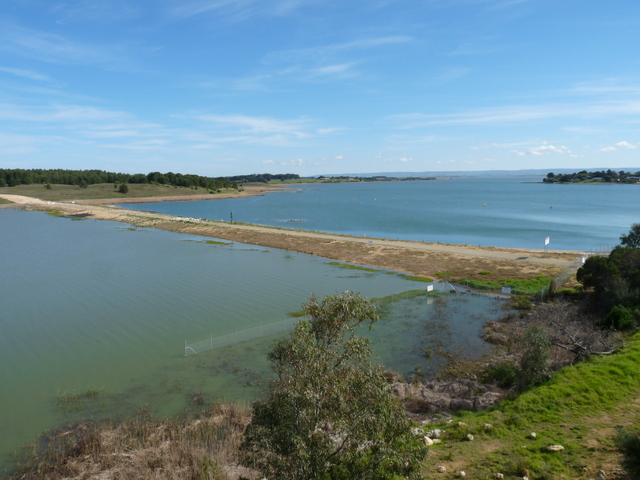
Регулятор возле Гулвы

Озеро Алегзандрина расположено к северу от залива Энкантер и к востоку от полуострова Флёрьё. В озеро Алегзандрина впадают реки Муррей, Бремер, Ангас и Финнис. Все реки впадают с восточной стороны озера. Озеро мелкое и содержит ряд островов у южной оконечности.
Неподалёку от Гулвы находится канал Муррей-Рот, через который озеро соединяется с Большим Австралийским заливом. Но когда течение реки слабое, то вход часто блокируется песчаной косой. Очень часто в канал из-за штормовых волн попадает морская вода, поэтому на островах озера ведутся работы по фильтрации вод.
Хотя озеро связано с океаном, водные потоки смешиваются очень мало. Более 95 % площади озера сохраняется от нормального притока реки Муррей. Солёная вода из океана приводит к относительно небольшим смешиваниям пресной и соленой воды. Остров Хиндмарш, как считают некоторые учёные, самый большой остров в мире, окружённый солёной водой с одной стороны и пресной водой с другой. Также озеро Алегзандрина связано узким каналом с озером Альберт на юго-востоке.

## История
Согласно мифологии австралийских аборигенов, в озере живёт существо, которое называется Muldjewangk.
Эдвард Уилсон, посетивший озеро в начале 1850-х описал его следующим образом:

Озеро Алегзандрина является лучшей пресноводной поверхностью, которую я когда-либо видел. В самом деле, оно выглядело настолько грозно, когда дул свежий ветер, создавая зыбь, достаточную для того, чтобы вызвать морскую болезнь, что я не мог поверить в его пресноводность. Тем не менее, это факт. Оно протянулось на сорок или пятьдесят миль в длину и двенадцать или пятнадцать миль в ширину, и берега вокруг него растворяются вдали, пока они не теряются из вида — такие впечатления обычно ассоциируются у нас только с морской водой. Почти полностью питаемое Мурреем, всё озеро сохраняет на себе мутный оттенок, о котором я говорил, и это, к сожалению, приуменьшает прекрасное во всём остальном впечатление от этой великолепной водной поверхности.
Оригинальный текст (англ.)Lake Alexandrina is the finest sheet of fresh water I ever saw. Indeed so formidable did it look, with a stiff wind blowing up quite a sufficient swell to make one seasick, that I could scarcely believe it to be fresh. Such is the fact however. It is forty or fifty miles long by twelve or fifteen wide and the shores around it receded into the dim distance until they become invisible, in the way which we are accustomed only with ideas of salt water. Supplied almost entirely by the Murray, the whole lake retains the muddy tinge of which I have spoken, and this sadly detracts from the otherwise beautiful appearances of this magnificent sheet of water.

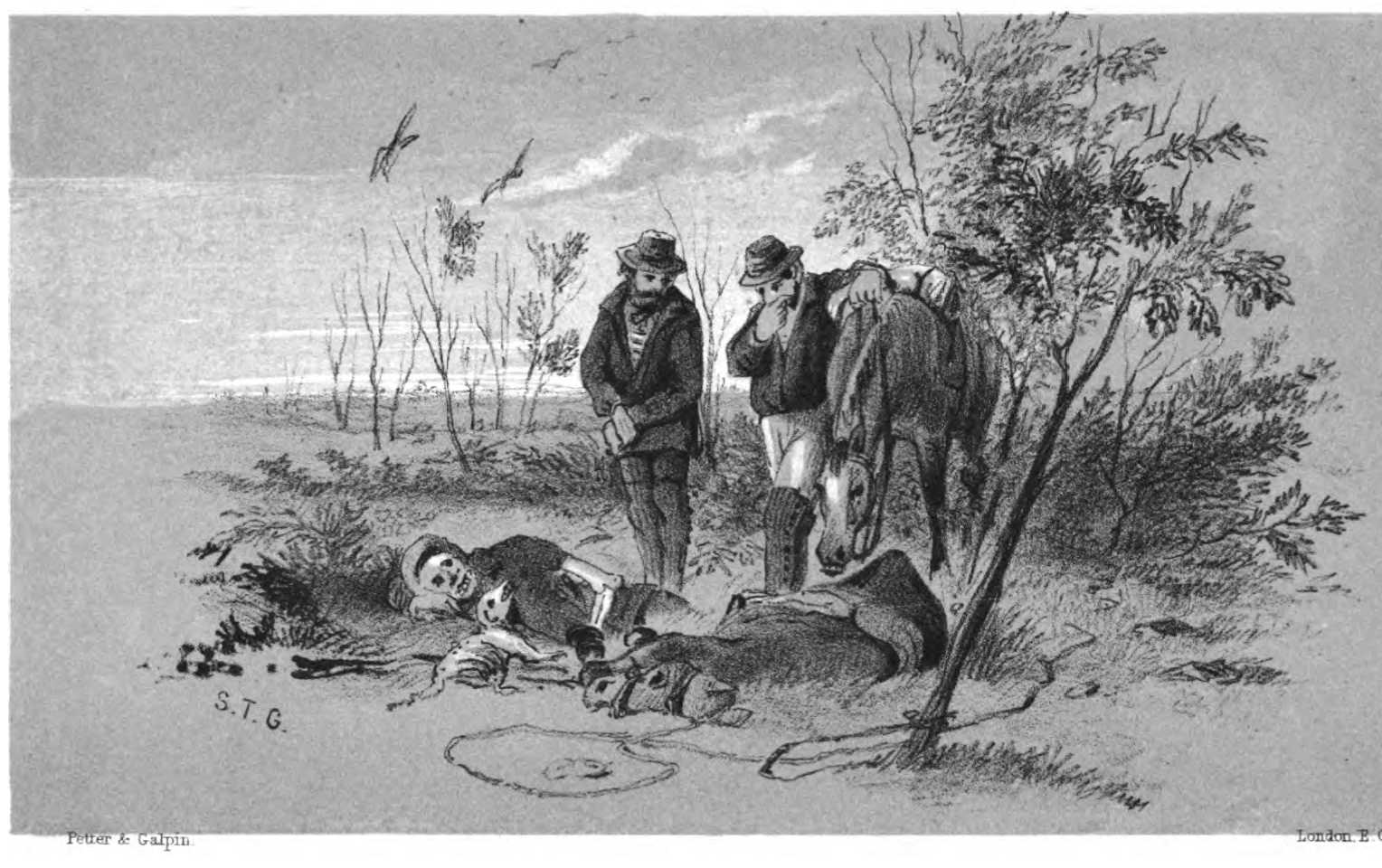
Найденный бушмен

В 2008 году уровень воды в озере Алегзандрина и в озере Альберт стал настолько низким, что появилась опасность формирования значительного количества почв с кислотными сульфатами. Почва на дне озера оказалась богата сульфидами железа. При контакте с воздухом, например в период сильной засухи, сульфиды окисляются и образуется серная кислота. Плотина Гулва ограничивает приток морской воды, которая противодействовала этому явлению во все засушливые периоды со времени последнего ледникового периода. Плотина была выстроена рядом с островом Поманда, чтобы защитить водоснабжение и, в случае необходимости, открыть её.

## Окружающая среда
В озере живут черепахи, а вдоль береговой линии водятся ящерицы и змеи. Из насекомых встречаются стрекозы, мотыльки и бабочки, а также большое количество жуков (жесткокрылых). В озере обитает большое количество пресноводной рыбы, включая завезённых сюда европейских карпов. Почва вокруг озера содержит низкое содержание органического углерода, хотя могут быть выращены хороший ячмень и овощные культуры.

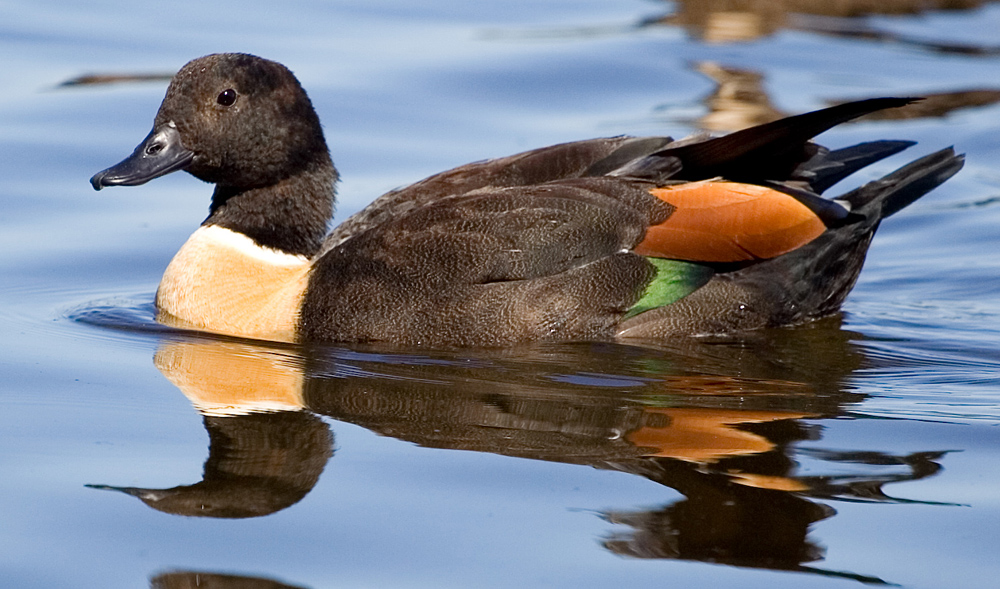
В районе озера водятся австралийские пеганки

### Птицы
Озеро является местом обитания для многих видов водоплавающих птиц, включая мигрировавших куликов, или куликов, которые размножаются в северной Азии и на Аляске. В озере также обитают оранжевый пузатый попугай, исчезающая австралийская выпь, уязвимая австралийская крачка, а также более 1 % мировой популяции куриного гуся, австралийской пеганки, большого баклана и острохвостого песочника.